# Cerodirphia cutteri
Cerodirphia cutteri är en fjärilsart som beskrevs av William Schaus 1927. Cerodirphia cutteri ingår i släktet Cerodirphia och familjen påfågelsspinnare. Inga underarter finns listade i Catalogue of Life.